# Евангелие от Фомы
Ева́нгелие от Фомы́ — один из новозаветных апокрифов. Представляет собой логии (речения Иисуса) в форме вопросов-ответов.
Фрагменты греческого текста известны с 1897 года по раскопкам в Оксиринхе. Папирус с полным коптским переводом Евангелия от Фомы был обнаружен в 1945 году в библиотеке Наг-Хаммади. Автором в тексте назван апостол Фома: «Многие тайны Ты нам открыл; меня же избрал из всех учеников и сказал мне три слова, ими же я пламенею, но другим сказать не могу».
«Евангелие от Фомы» содержит 118 логий, приписываемых Иисусу. Этот апокриф исследователи иногда называют «пятым Евангелием» (в дополнение к четырём каноническим). Евангелие представляет собой как бы беседу Иисуса с его учениками. Высказывания Иисуса носят афористический характер.
О «Евангелии от Фомы» как о тексте гностического круга писали Ипполит Римский и Ориген в 230-е годы. Кирилл Иерусалимский (315—386) называл его одним из ключевых текстов манихеев, считая автором апокрифа одного из учеников Мани.
Создание апокрифа датируется промежутком между 60 и 140 годами, причём ряд исследователей предпочитает раннюю датировку, а другая часть — позднюю. Наиболее радикальные прочтения подчёркивают независимость этого текста от синоптических Евангелий и сближают его с предшествовавшим им источником Q.